# The Underworld Regime
The Underworld Regime — дебютный студийный альбом норвежской блэк-метал-супергруппы Ov Hell, выпущенный 8 февраля 2010 года. В Европе альбом вышел на лейбле Indie Recordings, а в Северной Америке на Prosthetic Records.

## Отзывы критиков
Рецензент Blabbermouth назвал The Underworld Regime убедительной отправной точкой и неплохим блэк-металлическим альбомом. Михаэль Эделе из laut.de пишет, что альбом в значительной степени является продолжением творчества Gorgoroth в период с 2000 по 2006 год, когда King ov Hell отвечал за написание песен для группы.

## Список композиций
| №                   | Название             | Длительность |
| ------------------- | -------------------- | ------------ |
| 1.                  | «Devil’s Harlot»     | 3:23         |
| 2.                  | «Post Modern Sadist» | 4:56         |
| 3.                  | «Invoker»            | 4:25         |
| 4.                  | «Perpetual Night»    | 3:36         |
| 5.                  | «Ghosting»           | 6:16         |
| 6.                  | «Acts of Sin»        | 5:19         |
| 7.                  | «Krigsatte Faner»    | 3:52         |
| 8.                  | «Hill Norge»         | 5:46         |
| Общая длительность: | Общая длительность:  | 37:35        |

## Участники записи

### Ov Hell
- Шаграт — вокал
- King ov Hell — бас-гитара, бэк-вокал

### Приглашённые музыканты
- Ice Dale — гитара (1, 2, 5-8)
- Teloch — гитара (3-4)
- Frost — ударные
- Herbrand Larsen — клавишные
- Trym Hartmark Visnes — клавишные